# Kintai
Kintai (tyska: Kinten) är en ort i Klaipėda län i västra Litauen. Enligt folkräkningen från 2011 har staden ett invånarantal på 616 personer.